# Церковь Святой Богородицы (Цхинвал)
Церковь Святой Богородицы (арм. Ցխինվալի Սուրբ Աստվածածին եկեղեցի) — армянская церковь в центральной части города Цхинвал. Церковь пострадала в ночь с 7 по 8 августа 2008 года во время бомбёжек. Перед храмом устроена небольшая площадь.
По некоторым данным, сегодня церковь используется как осетинская православная. Члены армянского общества Южной Осетии направили письмо Католикосу всех армян Гарегину II с просьбой о содействии в открытии прихода Армянской Апостольской Церкви в Цхинвале, также в письме содержится просьба направить в Южную Осетию священника для духовного окормления верующих армян.

## История
Церковь Святой Богородицы была построена в 1718 году. С юга, около двери, имеется надпись на большом камне, с помощью которой церковь можно датировать и узнать имена ктиторов: Кайхосро и Парсадан, сыновья Георгия, и Гиви, сын Кайхосро. Церковь является купольной. Была возведена из кирпича и камня. В кладку фасадных стен утоплены большие кресты, а арки купола храма создают его яркий облик.

### Август 2008
В ночь с 7 на 8 августа 2008 года во время боёв за Цхинвали храм не пострадал, лишь часть фундамента оказалась в трещинах, а в 15 метрах от него прямым попаданием разрушены подсобные помещения, а также были разрушены верхние части строений.

## Галерея
- Восстановительные работы в церкви после Августовской войны
- Церковь зимой
- Церковь и памятник жертвам грузино-осетинской войны 1991—1992 гг. (2003 год)